# Koldo Royo
Koldo Royo Coloma (San Sebastián, 12 de septiembre de 1958) es un cocinero español. Tuvo su primer contacto con la hostelería en casa, ya que su padre tenía un bar en San Sebastián, Casa Antonio. Empezó su formación en el restaurante Juan Mari Arzak y, después de trabajar en el restaurante Nicolasa de San Sebastián y aprender en México, empezó a trabajar en Madrid con Luis Irizar.
En 1984 se hizo cargo del restaurante Porto Pi de Palma de Mallorca, que recibió inmediatamente la aprobación de críticos y clientes, ya que logró una Estrella Michelin para el restaurante en un solo año. Desde entonces, trabaja en las Islas Baleares, abriendo en 1989 el restaurante Koldo Royo. También ha trabajado en televisión y radio.
Koldo Royo fue pionero en llevar la cocina a Internet en 1998. A día de hoy, sigue utilizando sus redes para compartir recetas donde acumula más de un millón de seguidores.
Desde el año 2013 se dedica a hacer comida rápida en "food trucks".
En 2025, participó en el reality de aventura extrema Supervivientes de Telecinco.
En dos ocasiones, fue diagnosticado de cáncer de próstata.

## Trabajos publicados
- Las recetas de Koldo Royo. Recetas fáciles para cualquier ocasión (2022). ISBN 9788441545908